# Park leśny przy Oficerskim Yacht Clubie w Augustowie
Park leśny przy Oficerskim Yacht Clubie – zabytkowy park leśny w Augustowie
Park położony jest nad Jeziorem Białym Augustowskim na półwyspie Pień przy zatoce Orzechówka w części miasta o nazwie Klonownica. Obok parku przebiega linia kolejowa nr 40 z przystankiem Augustów Port. W parku dominuje drzewostan sosnowy, charakterystyczny dla okolicznych lasów.
Park stanowi część zabytkowego zespołu Oficerskiego Yacht Clubu, wpisanego do rejestru zabytków w 1999. Modernistyczny kompleks wypoczynkowy został wybudowany w latach 1934-1935 według projektu Juliusza Nagórskiego.

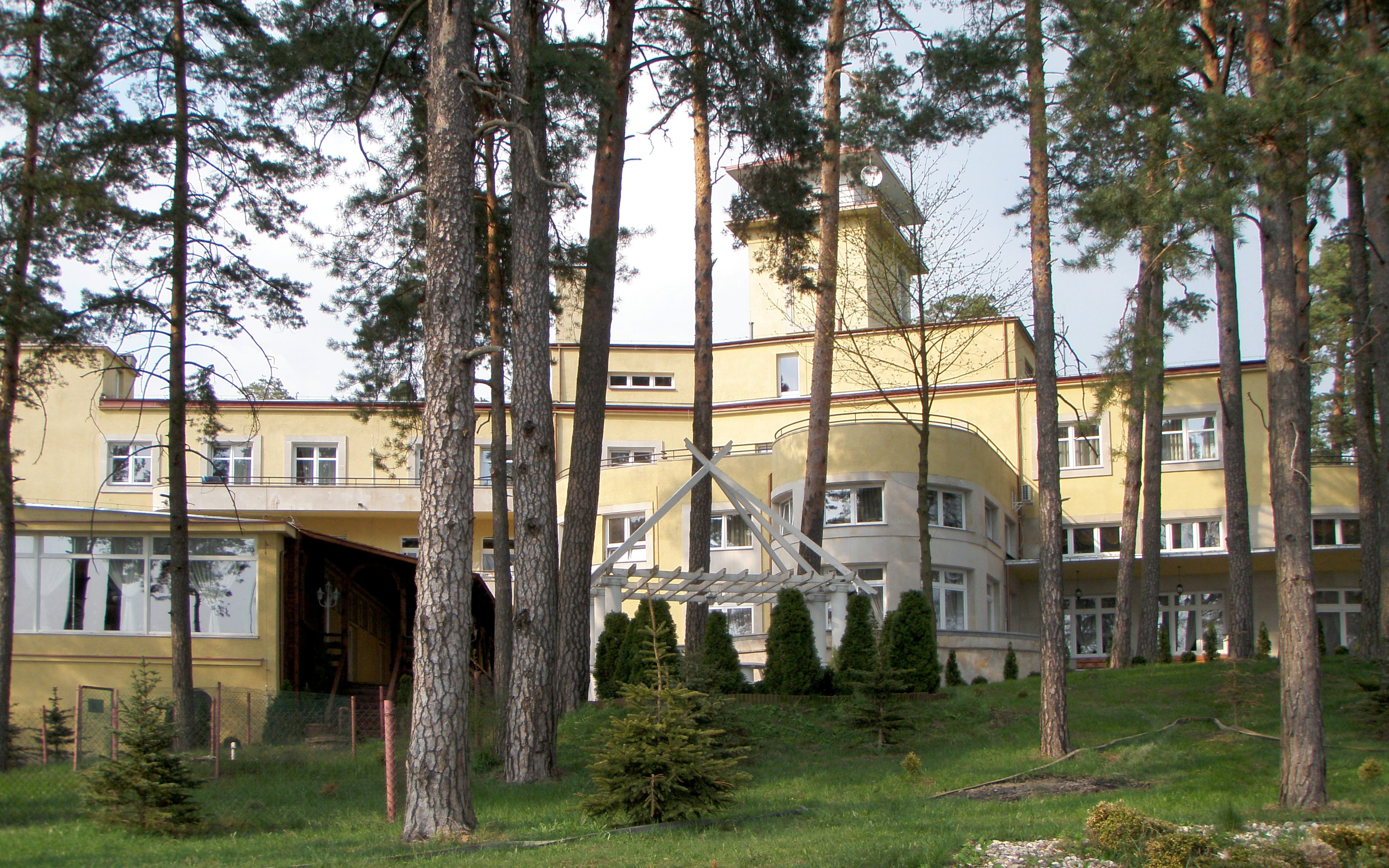
Budynek Yacht Clubu
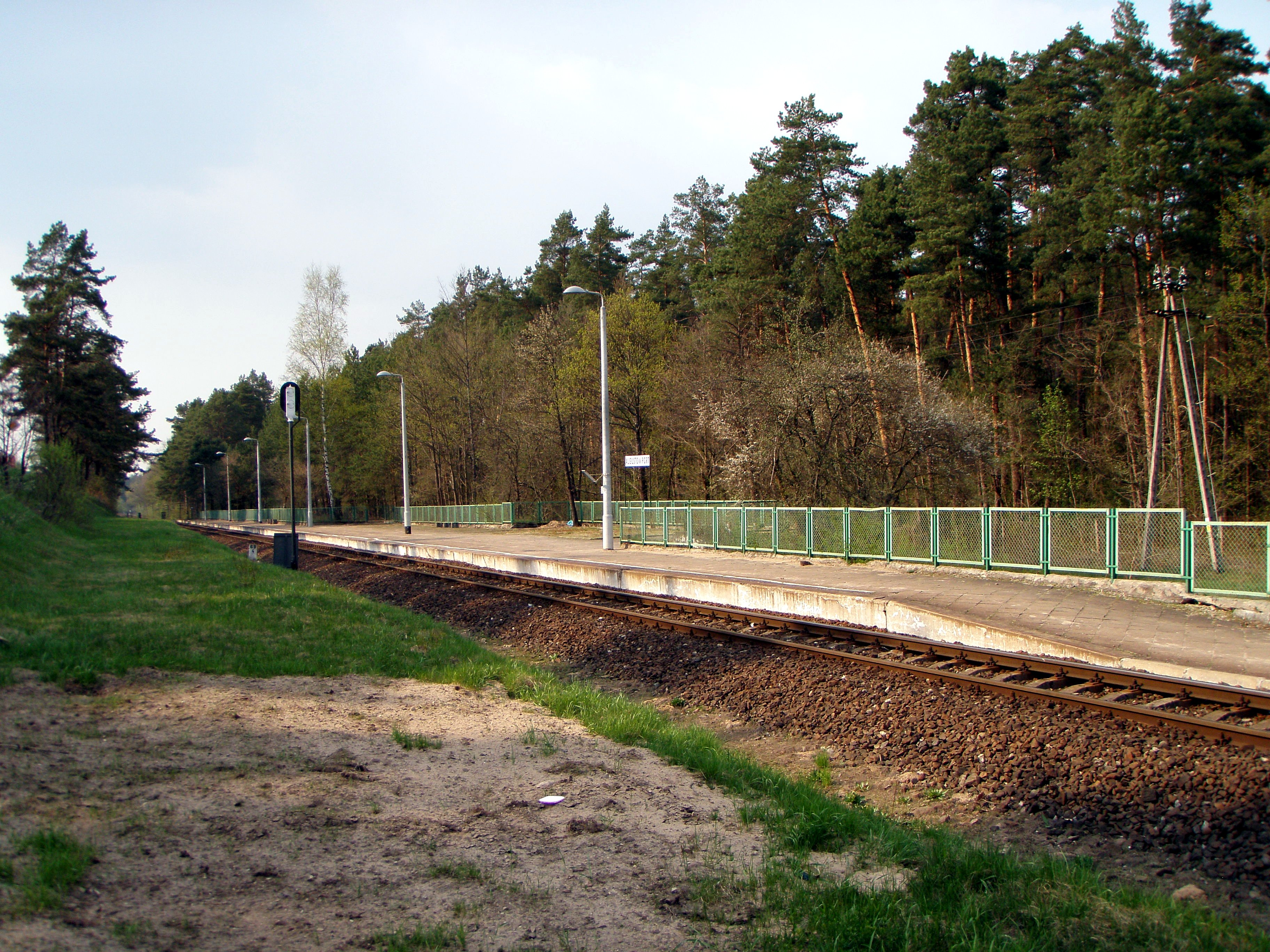
Przystanek Augustów-Port, w głębi – park
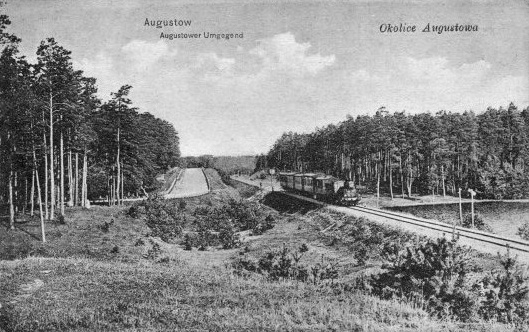
Zdjęcie sprzed 1914 – u góry po prawej obszar dzisiejszego parku